# Christoph Wilhelm von Kalckstein

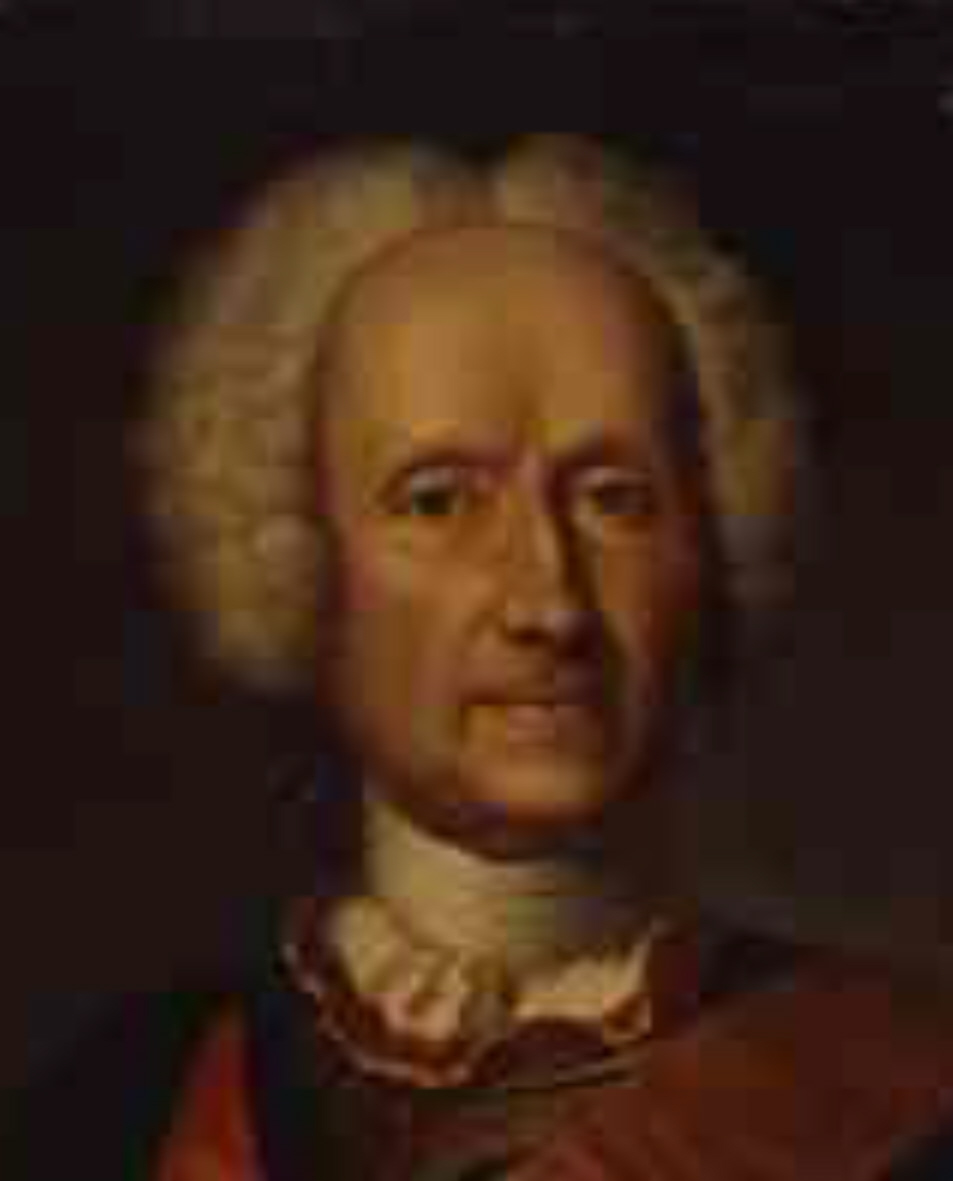
Christoph Wilhelm von Kalckstein

Christoph Wilhelm von Kalckstein (* 17. Oktober 1682 in Ottlau bei Garnsee; † 2. Juni 1759 in Berlin) war seit dem 24. Mai 1747 preußischer Generalfeldmarschall.

## Herkunft
Kalckstein entstammt einer altpreußischen Generalsfamilie, die seit dem 15. Jahrhundert in Westpreußen ansässig ist. Sein Vater Christoph Albrecht von Kalckstein (1635–1696) war königlich polnischer Oberstleutnant sowie Herr auf Knauten und Wogau im Landkreis Preußisch Eylau, seine Mutter Marie Agnes von Lehwaldt kam aus dem Hause Ottlau.
Seine Schwester Amalie Charlotte heiratete 1709 den späteren Generalfeldmarschall Adam Christoph von Flanß.

## Leben
1702 begann Kalckstein seine Militärkarriere beim hessisch-kasselschen Grenadier-Regiment, mit dem er 1704 am Spanischen Erbfolgekrieg teilnahm. Im Verlauf dieses Krieges wurde er als Adjutant des Erbprinzen Friedrich von Hessen-Kassel – des späteren schwedischen Königs – eingesetzt. Ende 1709 wechselte Kalckstein in preußische Dienste und wurde Major im Leibregiment zu Fuß. Angeblich soll er den Gleichschritt mitgebracht haben, den Fürst Leopold von Dessau dann übernahm. Am 7. November 1712 eroberte Kalckstein mit 300 Mann die Zitadelle von Moers im Handstreich. 1715 nahm Kalckstein am Pommernkrieg gegen die Schweden teil. Am 15. November 1715 erfolgte die Beförderung zum Oberstleutnant und am 17. August 1718 zum Oberst.
1718 kam für Kalckstein eine besondere Aufgabe hinzu: Friedrich Wilhelm I. machte ihn zum Erzieher des sechsjährigen Kronprinzen Friedrich. Fast elf Jahre füllte er diesen Posten aus. Zunächst gab es auch keine Schwierigkeiten, ab 1722 verschlechterte sich jedoch das Verhältnis zwischen König und Kronprinz zunehmend. Zwischenzeitlich wurde Kalckstein am 17. Oktober 1723 Kommandeur des Infanterie-Regiments von Glasenapp (Nr. 1). Ab 1725 musste Kalckstein den Prinzen rund um die Uhr überwachen, wofür ihm vier Gardeoffiziere unterstellt wurden. Um die Spannungen zu entschärfen, versuchte er zwischen Vater und Sohn zu vermitteln. Die Dresden-Reise 1728 machte Hoffnung auf eine Verbesserung der Beziehungen, doch 1730 kam es endgültig zum völligen Bruch zwischen dem König und seinem Sohn, was Kalckstein sehr erschütterte.
Zu diesem Zeitpunkt war Kalckstein bereits von seiner Aufgabe als Prinzenerzieher entbunden worden, da seine Frau überraschend am 25. Januar 1729 verstorben war. Er übernahm die Chefstelle des Infanterie-Regiments Graf Rutowski (Nr. 25). In den nächsten dreißig Jahren war er ein vorbildlicher Erzieher seines Regiments, das aufgrund seiner Schulung zu den Kerntruppen der Armee gehörte. Am 2. Mai 1733 wurde Kalckstein zum Generalmajor befördert. Drei Jahre später bekam er am 5. November die Oberaufsicht über das königliche Krankenhaus Charité. Zudem ernannte ihn der König zum Vorsitzenden einer Kommission, die alle bei der Werbung aufgetretenen Streitigkeiten zwischen den Regimentern schlichten sollte.
Am 3. Februar 1741 wurde Kalckstein von seinem einstigen Schüler – jetzt König Friedrich II. – zum Generalleutnant befördert. In der Schlacht bei Mollwitz trug Kalckstein mit der Schwenkung des linken Flügels zum Sieg bei. Am 4. Mai 1741 gelang ihm die Eroberung von Brieg, womit den Preußen wichtiges Kriegsmaterial in die Hände fiel. Für seine Verdienste wurde er am 9. Mai 1741 mit dem Schwarzen Adlerorden belohnt und wurde zum Gouverneur der Festung Glogau gemacht. Kalckstein bewährte sich dann ein weiteres Mal in der Schlacht bei Chotusitz. Nach dem Ersten Schlesischen Krieg am 14. Februar 1743 erhielt Kalckstein die Drostei Dinslaken im Herzogtum Kleve. 1744 war er bei der Einnahme von Prag dabei. Am 16. Januar 1745 erreichte er den Rang eines Generals der Infanterie. Im Zweiten Schlesischen Krieg führte Kalckstein in den Schlachten von Hohenfriedberg das zweite Treffen mit 14 Regimentern. Auch in der Schlacht bei Soor führte er das zweite Treffen, dieses Mal aber fünf Bataillone.
Den Höhepunkt seiner militärischen Karriere erlebte Kalckstein am 24. Mai 1747 mit der Beförderung zum Generalfeldmarschall. Nachdem er vom König bereits eine jährliche Pension von 1.000 Talern erhalten hatte, wurde er 1752 Erbherr von Knauten, Wogau, Mühlhausen und Schultitten. Am Siebenjährigen Krieg nahm Kalckstein nicht mehr teil. Allerdings wurde er nach dem Tod des Thronfolgers August Wilhelm 1758 zum Vormund und Erzieher der Prinzensöhne ernannt.

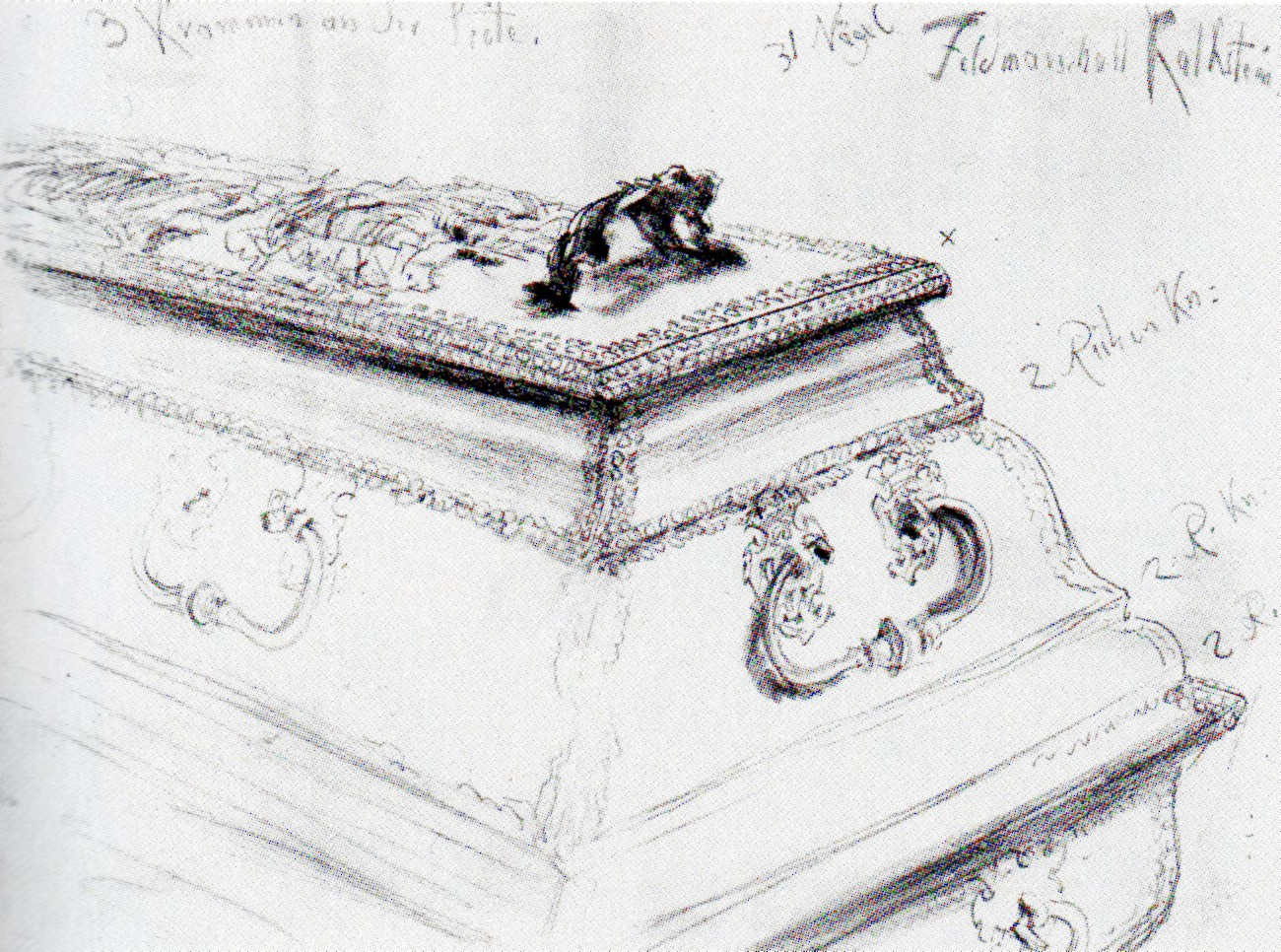
Adolph Menzel: Sarg Kalcksteins in der Garnisonkirche (1873)

Kalckstein wurde in der Gruft der Berliner Garnisonkirche beigesetzt. Die zu Bugewitz gehörende pommersche Ortschaft Kalkstein wurde nach ihm benannt.

## Historische Einordnung
Friedrich II. schätzte seinen Erzieher – auch über das Militärische hinaus. Als er längst König war, zeugten seine Briefe von der Anteilnahme und Sorge um das Wohl seines alten Erziehers. Kalckstein war eher ein militärischer Pädagoge als ein Feldherr, denn auch seine Verdienste um die Armee liegen vor allem auf dem Gebiet der Soldatenausbildung.

## Familie
In Spandau heiratete Kalckstein am 6. Juli 1713 die achtzehn Jahre jüngere Christophera Erna Lukretia Brandt von Lindau. Aus der Ehe gingen zwei Söhne und zwei Töchter hervor. Der Generalleutnant Ludwig Karl von Kalckstein war ihr jüngster Sohn. Sein ältester Sohn starb 1758 als Hauptmann an den Verletzungen, die er in der Schlacht bei Kolin erlitten hatte. Die Tochter Sophie Wilhelmine Frederike (* 1723; † 16. April 1755) heiratet am 14. April 1746 den Generalleutnant Friedrich von Wylich († 12. Januar 1770).